# Satupa'itea
Satupa'itea is een district in Samoa op het eiland Savai'i.
Satupa'itea telt 5556 inwoners op een oppervlakte van 127 km².